# 土倉勝看
土倉 勝看（とくら かつみ）は、安土桃山時代から江戸時代前期にかけての武将。池田家の家老。備前国佐伯土倉家初代当主。

## 生涯
元亀3年（1572年）、滝川一益の家臣・岩田小左衛門の子として尾張国にて誕生し、池田家家老・土倉貞利の養子となる。
天正18年（1590年）、小田原征伐に出陣する。慶長2年（1597年）、26歳で養父・貞利の家督を相続する。元和2年（1616年）、藩主池田光政が幼くして家督相続し、鳥取に転封されると、光政を補佐して日置忠俊と共に藩政を司った。寛永9年（1632年）、光政の岡山転封に伴って、備前磐梨郡佐伯に移り、陣屋を構えて代々知行した。
寛永14年（1637年）11月21日、死去。享年66。
『常山紀談』に、池田光政から御使番の人選を相談され、日頃不仲の中村忠左衛門を推挙した、公正な人柄を物語る逸話が記載されている。